# Düzce (stad)
Düzce is de hoofdstad (İlçe Merkezi) van het gelijknamige district en de provincie Düzce in Turkije. De plaats telt 412.344 inwoners (2024).

## Verkeer en vervoer

### Wegen
Düzce ligt aan de nationale wegen D100 en D655.

## Geboren
- Serdar Özkan (1987), voetballer

- Bibliothèque nationale de France: cb12003458k (data)
- Gemeinsame Normdatei: 16170358-6
- Library of Congress Control Number: no2002034824
- Nationale Bibliotheek van Israël: 987007469748805171
- TDVİA: duzce
- Virtual International Authority File: 245923504
- WorldCat: E39PCjM7YPbWgR7Tgf4WXcTpKd